# 天主教鹽湖城教區
天主教鹽湖城教區（拉丁語：Diocesis Civitatis Lacus Salsi）是美國一個羅馬天主教教區，屬舊金山總教區。
範圍包括猶他州全州，教座位於該州州府鹽湖城。2010年有教友250,000人（佔全州人口9.1%）、四十八個堂區、八十八名司鐸。現任教區主教為若望·加祿·韋斯特。
科羅拉多暨猶他代牧區成立於1867年2月5日，1870年猶他被轉至舊金山總教區。1886年11月23日設猶他暨內華達代牧區。1891年1月27日升為教區。